# 巴西黏眼魚
巴西黏眼魚，為輻鰭魚綱脂鯉目脂鯉亞目脂鯉科的其中一個種，為熱帶淡水魚，分布於南美洲巴西巴伊亞Lençois河流域，體長可達5.6公分，棲息在棲息在岩石底質、水流快速的淺水域，以植物碎屑及昆蟲為食，生活習性不明。

## 扩展阅读
- 維基物種上的相關：巴西黏眼魚